# Кетрон (остров)
Кетрон (лушуцид saʔilc — плохая скала) — остров и статистически обособленная местность в округе Пирс, штат Вашингтон, США.
Площадь острова 0,89 км².
Население острова составляло 24 человека по переписи 2000 года и 17 человек по переписи 2010 года. Остров Кетрон расположен в южной части Пьюджет-Саунд, недалеко от береговой линии от Стейлакум.
10 августа 2018 года на острове разбился самолёт DHC-8.